# Товарищ (барк)
Существовало два барка с названием «Товарищ». Данная статья о четырёхмачтовом бывшем джутовом клипере «Лористон». О трёхмачтовом судне см. статью Горх Фок (барк).
Барк «Товарищ» (1892—1943, до 1923 г. — «Lauriston») — четырёхмачтовый барк, до Второй мировой войны самое крупное парусное учебное судно Советского Союза (после войны таким стал барк «Седов») водоизмещением 2133 (2145) тонн (нетто).
Судно было заказно для Восточно-Индийской линии по перевозке джута и было типичным представителем семейства «винджаммеров» — больших железных коммерческих парусников конца XIX века. Судно не имело вспомогательного двигателя, водонепроницаемых переборок, парового отопления, принудительной вентиляции, рефрижераторов, ледников, бани, опреснителя. Судно также не было электрифицировано — освещение было керосиновым. На борту был паровой котел, однако он питал только лебедки, работавшие на нок-тали нижних реев, которые использовались в качестве грузовых стрел попарно на второй, третий и четвёртый трюмы. Подъем станового якоря весом около 4-х тонн осуществлялся ручным шпилем

## История

### Под британским флагом
Во время плавания на восточной «джутовой» линии в 1897 году совершил переход Ливерпуль — Рангун за 95 дней, а в 1899 году рейс Холихед — Калькутта за 96 дней. В 1905 году сменил хозяина, использовался на «шерстяной» линии Австралия — Британия. В 1906 году прошёл капитальный ремонт, во время которого было изменено его парусное вооружение. Бизань была вооружена косыми парусами и «Лористон» стал классическим четырёхмачтовым барком.

### Российская империя
Во время Первой Мировой войны осенью 1914 года (по другим источникам — в 1916-м или даже в 1917 году), правительство Российской империи приобрело в Великобритании в качестве буксируемых лихтеров (барж) два четырёхмачтовых парусника — «Лористон» и «Катанга». Они предназначались для снабжения строительства Мурманской железной дороги, конкретней — для перевозки грузов из Англии в Архангельск. В течение 1916 года «Лористон» перевозил железнодорожные рельсы (англ. rail tracks) для линии Мурманск-Петроград, стратегически важного пути снабжения русских войск, особенно в условиях блокады Германским флотом Балтийского моря.
После этого «Лористон» использовался в качестве угольного лихтера для обеспечения флотилии минных тральщиков. После 1917 года барк, как потерявший законного владельца — правительство Российской империи, — находился в пользовании компании Hudson Bay Co. В 1918—1919 годах, во время оккупации северных российских портов войсками Антанты, парусник был отогнан в Великобританию.

### Советская Россия — СССР
В 1921 году барк был передан советскому правительству, отбуксирован в Петроград и после небольшого ремонта вышел в первое плавание под советским флагом, с экипажем в 50 человек под командованием капитана К. Андерсона из Эстонии. Судно ходило на линии Петроград — Таллин, в Эстонию доставлялись железнодорожные рельсы, а в голодающую Россию везлась мука.
В 1922 году было решено использовать один из двух парусников в качестве учебного судна. «Катанга» оказалась в худшем состоянии и её переоборудовали под жиротопный завод. «Лористон» же в 1922—1923 годах был перестроен, переименован в «Товарищ» и приписан к Ленинградскому морскому техникуму. В нём были оборудованы жилые помещения на 120 курсантов и кают-компания на 80 мест.
В 1925 году при плавании в Англию барк попал в шторм и стал на капитальный ремонт на верфь в Гамбурге. Выйдя из шведского порта Лизекиль в аргентинский порт Росарио с грузом диабаза, барк попал в жестокий зимний шторм, в котором потерял все паруса, снасти и получил повреждения корпуса. В Мурманск из норвежского порта Вардё, где барк укрывался от непогоды, его привел на буксире ледокольный пароход «Георгий Седов».
После восстановительного ремонта, выйдя 29 июня 1926 года из Мурманска под командованием Д.А. Лухманова, парусник вновь попал в шторм и только к 1 августа добрался до Саутгемптона, где опять ремонтировался. 18 сентября продолжил рейс, а 25 декабря первое судно под советским флагом достигло уругвайской столицы Монтевидео, после чего парусник был отбуксирован в Росарио (более 300 км вверх по руслу Параны). 20 апреля 1927 года, после 4 месяцев пребывания в портах Южной Америки, «Товарищ», уже под командованием Э.И. Фреймана (бывший старший помощник), вышел из Буэнос-Айреса с грузом дорогих сортов древесины в Ленинград, и 13 августа (через три с половиной месяца) достиг порта назначения.
В феврале 1928 года, выйдя из немецкого порта Киль-Хольтенау, направился в Южную Америку. 24 февраля в Ла-Манше протаранил итальянский грузовой пароход «Alcantara». Пароход затонул меньше чем за минуту, из итальянской команды спасся один человек. (В. А. Лунин, будучи очевидцем, написал картину «Гибель Алькантары», в этом же рейсе участвовал и другой будущий подводник, командир Л-20 В.Ф. Тамман). Парусник арестовали и поставили в порт Саутгемптон, но не нашли никаких нарушений. «Товарищ» был отпущен в Гамбург для ремонта, после чего 21 июля 1928 года покинул Германию. Судебное разбирательство в Англии по случаю столкновения тянулось более двух лет, руководству барка были предъявлены обвинения в слабой подготовке и недостаточной компетентности. Однако суд не пришёл к однозначному мнению о виновности «Товарища». После этого случая барк никогда больше за границу не плавал. Это было связано с тем, что судовладельцы погибшего парохода «Алькантара» опротестовали решение английского морского суда и потребовали пересмотра, что грозило арестом в ближайшем порту захода.
В этом же году совершил переход вокруг Европы в Чёрное море, где до начала Великой Отечественной войны служил в качестве учебного судна.
В 1930 году режиссёром А. Дахно на Киевской киностудии снят документальный фильм «Парусник Товарищ».

### 1940-е — 1950-е года, гибель
В начале октября 1941 года, накануне сдачи Мариуполя наступающим немецким войскам, «Товарищ», по инициативе оставшегося за капитана старпома Куцепалого, был приведен из Новороссийска в Мариуполь на буксире ледокола «Торос». Судно было сдано немецким войскам, оставалось на плаву и в течение 1942—1943 годов использовалось ими в качестве казармы Хорватского «морского легиона» (343 чел.).
Серьёзные повреждения судно получило осенью 1943 года. Бывший курсант «Товарища» А. Пальм, посетивший парусник в 1955—1957 годах, сообщает, что парусник был разбомблен советской авиацией осенью 1943 года в ходе Донбасской наступательной операции, после чего находился в полузатопленном состоянии.
В различных сетевых российских источниках указываются самые разные даты гибели судна: 1941, 1943 и даже 1944 года. «Товарищ» якобы был взорван немцами, расстрелян немецкими танками или даже немецкой береговой батареей.
В Регистре судов Министерства морского флота СССР, погибших в период Великой Отечественной войны в Черноморо-Азовском бассейне, «Товарищ» указан в графе «взорванные и затопленные по приказу командования» суда —  «повреждён при артобстреле, оставлен» / 8 октября 1941.
До распада СССР в одном из скверов Мариуполя лежал поврежденный адмиралтейский якорь «Товарища».
Упоминается в «Повести о жизни» Константина Паустовского.

## Хронология
- 1892, 17 октября — спущен на воду как «Lauriston» на верфи «Workman, Clark & Co» (Белфаст), построен по заказу фирмы «Galbraith & Moorhead» (Лондон) как 4-мачтовый 2-палубный клипер со стальным корпусом и полным корабельным вооружением. Порт приписки — Ливерпуль
- 1900 — продан компании «Galbraight, Hill & Co.» (Лондон)
- 1905 — продан компании «G. Duncan & Co.» (Лондон)
- 1908—1909 — такелаж переоборудован под барк
- 1910 — продан компании «Cook & Dundas» (Лондон) за £ 4000
- 1913 — продан компании «Taltal Shipping Co.» («Cherey, Eggar & Forrester», Лондон)
- 1914, осень — продан правительству Российской империи (по другим источникам — куплен Россией в 1916 году)
- 1917 — в распоряжении компании «Hudson Bay Co.», London
- 1921 — передан Советской России
- 1922—1923 — ремонт и перестройка под учебный парусник в Германии
- 1923 — переименован в «Товарищ», порт приписки — Петроград
- 1927 — передан Совторгфлоту (Архангельск)
- 1928 — столкнулся в Ла-Манше с итальянским пароходом «Alcantara»
- 1941 — переведен из Новороссийска в Мариуполь, оказался на территории, захваченной вермахтом
- 1941—1943 — служил плавучей казармой Хорватского морского батальона
- 1943, август — полузатоплен советской авиацией[5] в гавани Мариуполя
- 1955 — с судна сняты якоря
- 1959—1960 — разрезан на металлолом

## Капитаны
- Уильям Латта (с 1892)
- К. Андерсон (1921)
- …..(1924, английский капитан)
- Траутманн (1925)
- Дмитрий Афанасьевич Лухманов (1926—1927)
- Эрнест Иванович Фрейман (Эрнст Янович Фрейманис) (1927—1939)
- Петр Сергеевич Алексеев (1939—1941)

## Галерея
- «Лористон» в порту Ливерпуля, 1892
- Почтовая марка СССР, 1981. Четырехмачтовый барк «Товарищ»
- «Товарищ» на 5-рублевой юбилейной монете «300-летие Российского флота» (реверс)